# Турне клубов НБА по Европе
NBA Europe Live Tour — матчи с участием команд Национальной баскетбольной ассоциации с европейскими клубами. Традиционно встречи рассчитаны как подготовительные к предстоящему сезону. Тур 2006 года стал 15-м по счёту. Самые первые матчи прошли в 1987 году, когда клуб НБА «Милуоки Бакс» встречался с итальянским клубом «Трейсер Милан» и сборной СССР. Изначально тур назывался McDonald’s Championship.

## Тур 2006

### Команды
Всего в турнире приняли участие 4 команды из НБА и 6 европейских клубов.
| - Финикс Санз - Филадельфия-76 - Лос-Анджелес Клипперс - Сан-Антонио Спёрс | - Маккаби (Тель-Авив) - АСВЕЛ - ЦСКА (Москва) - Химки - Виртус Рим - Барселона |

### Результаты
В туре приняли участия два российских клуба — подмосковные «Химки» и московский ЦСКА. Все матчи состоялись в Москве, в УСК ЦСКА. Мини-турнир в Кёльне прошел на Koelnarena. Распределение клубов велось по чисто коммерческим соображениям. Так, команда «Сан-Антонио Спёрс» (чемпион сезона НБА 2004/2005) едет в Париж, потому что там играет француз Паркер, соответственно, будет ажиотаж.
Лион
- 5 октября — «Сан Антонио» — «АСВЕЛ» — 115:90 (33:29, 34:15, 27:28, 21:18)

Барселона
- 5 октября — «Филадельфия» — «Барселона» — 99:104 (30:29, 21:22, 22:23, 26:30)

Рим
- 6 октября — «Финикс» — «Виртус Рим» — 100:93 (27:17, 27:26, 24:22, 22:28)

Москва
- 5 октября — ЦСКА — БК «Химки» — 94:78 (26:21, 16:24, 36:8, 16:25)
- 6 октября — «Клипперс» — БК «Химки» — 98:91 (30:23, 21:19, 23:19, 24:30)
- 7 октября — «Клипперс» — ЦСКА — 75:94 (20:21, 19:31, 18:21, 18:21)

Париж
- 8 октября — «Сан Антонио» — «Маккаби» — 97:84 (34:17, 14:15, 26:20, 23:32)

Кёльн. Финальный турнир.
- 10 октября — ЦСКА — «Маккаби» — 90:81 (21:17, 28:16, 18:25, 23:23)
- 10 октября — «Финикс» — «Филадельфия» — 100:103 (34:28, 27:24, 28:23, 11:28)

- 11 октября — «Финикс» — «Маккаби» — 119:102 (33:21, 27:36, 29:20, 30:25)
- 11 октября — ЦСКА — «Филадельфия» — 71:85 (16:20, 14:27, 19:18, 22:20)